# Elisabeth Gantt
Pour les articles homonymes, voir Gantt.
Elisabeth Gantt (née en 1934) est une botaniste, connue pour ses travaux sur la physiologie et la structure des plantes.

## Biographie
Née en Yougoslavie, elle a ensuite immigré aux États-Unis, où elle obtient son doctorat à l'université Northwestern. Ses travaux portent principalement sur la photosynthèse, notamment celle des algues. Aujourd'hui, elle est professeure émérite à l'université du Maryland, où elle étudie et enseigne toujours la botanique et la biologie cellulaire, qui fait partie du College of Computer, Mathematical, and Natural Sciences de l'université du Maryland.

## Prix et distinctions
Ses travaux lui ont valu le prix Darbaker de la Botanical Society of America en 1958 et la médaille Gilbert Morgan Smith de la National Academy of Sciences en 1994. Elle est également membre de plusieurs sociétés scientifiques, dont le National Research Council, l'American Society of Plant Physiologists (dont elle est présidente) et l'Association américaine pour l'avancement des sciences.